# Liste der Bodendenkmäler in Lehrberg
Auf dieser Seite sind die Bodendenkmäler in dem mittelfränkischen Markt Lehrberg zusammengestellt. Diese Tabelle ist eine Teilliste der Liste der Bodendenkmäler in Bayern. Grundlage ist die Bayerische Denkmalliste, die auf Basis des Bayerischen Denkmalschutzgesetzes vom 1. Oktober 1973 erstmals erstellt wurde und seither durch das Bayerische Landesamt für Denkmalpflege geführt wird. Die folgenden Angaben ersetzen nicht die rechtsverbindliche Auskunft der Denkmalschutzbehörde.

## Bodendenkmäler der Gemeinde Lehrberg

### Bodendenkmäler in der Gemarkung Brünst
| Lage              | Objekt                                     | Akten-Nr.     | Bild |
| ----------------- | ------------------------------------------ | ------------- | ---- |
| Brünst (Standort) | Freilandstation des Mesolithikums.         | D-5-6629-0060 |      |
| Brünst (Standort) | Siedlung der Steinzeiten.                  | D-5-6629-0061 |      |
| Brünst (Standort) | Siedlung der Steinzeiten.                  | D-5-6629-0063 |      |
| Brünst (Standort) | Grabhügel vorgeschichtlicher Zeitstellung. | D-5-6629-0066 |      |
| Brünst (Standort) | Siedlung der Steinzeiten.                  | D-5-6629-0108 |      |
| Brünst (Standort) | Grabhügel vorgeschichtlicher Zeitstellung. | D-5-6629-0109 |      |

### Bodendenkmäler in der Gemarkung Gräfenbuch
| Lage                  | Objekt | Akten-Nr.     | Bild |
| --------------------- | --- | ------------- | ---- |
| Gräfenbuch (Standort) | Mittelalterlicher Turmhügel. | D-5-6628-0046 |      |
| Gräfenbuch (Standort) | Mittelalterliche und frühneuzeitliche Befunde im Bereich der Evangelisch-Lutherischen Filialkirche St. Peter und Paul, Friedhof des Mittelalters und der frühen Neuzeit. | D-5-6628-0100 |      |

### Bodendenkmäler in der Gemarkung Heßbach
| Lage               | Objekt                             | Akten-Nr.     | Bild |
| ------------------ | ---------------------------------- | ------------- | ---- |
| Heßbach (Standort) | Freilandstation des Mesolithikums. | D-5-6628-0066 |      |
| Heßbach (Standort) | Freilandstation des Mesolithikums. | D-5-6628-0098 |      |

### Bodendenkmäler in der Gemarkung Lehrberg
| Lage                | Objekt | Akten-Nr.     | Bild |
| ------------------- | --- | ------------- | ---- |
| Lehrberg (Standort) | Freilandstation des Mesolithikums. | D-5-6628-0062 |      |
| Lehrberg (Standort) | Freilandstation des Spätpaläolithikums und des Mesolithikums, Siedlung des Neolithikums.                                                                            | D-5-6629-0005 |      |
| Lehrberg (Standort) | Siedlung der Steinzeiten. | D-5-6629-0062 |      |
| Lehrberg (Standort) | Freilandstation des Mesolithikums. | D-5-6629-0067 |      |
| Lehrberg (Standort) | Siedlung der Steinzeiten. | D-5-6629-0068 |      |
| Lehrberg (Standort) | Siedlung der Steinzeiten. | D-5-6629-0069 |      |
| Lehrberg (Standort) | Mittelalterliche und frühneuzeitliche Befunde im Bereich der Kapellenruine Kappl.                                                                                   | D-5-6629-0072 |      |
| Lehrberg (Standort) | Mittelalterliche und frühneuzeitliche Befunde im Bereich der Evangelisch-Lutherischen Pfarrkirche St. Margaretha, Friedhof des Mittelalters und der frühen Neuzeit. | D-5-6629-0111 |      |
| Lehrberg (Standort) | Mittelalterliche und frühneuzeitliche Befunde im Bereich des Schlosses von Lehrberg.                                                                                | D-5-6629-0112 |      |
| Lehrberg (Standort) | Ehem. Mühlenstandort des späten Mittelalters und der frühen Neuzeit.                                                                                                | D-5-6629-0137 |      |

### Bodendenkmäler in der Gemarkung Obersulzbach
| Lage                    | Objekt | Akten-Nr.     | Bild |
| ----------------------- | --- | ------------- | ---- |
| Obersulzbach (Standort) | Turmhügelburg des hohen und späten Mittelalters mit Haupt- und Vorburgareal.                                                                                   | D-5-6628-0028 |      |
| Obersulzbach (Standort) | Mittelalterliche und frühneuzeitliche Befunde im Bereich der Evangelisch-Lutherischen Pfarrkirche St. Maria, Friedhof des Mittelalters und der frühen Neuzeit. | D-5-6628-0078 |      |
| Obersulzbach (Standort) | Kapellenwüstung des Mittelalters und der frühen Neuzeit. | D-5-6628-0103 |      |

### Bodendenkmäler in der Gemarkung Rügland
| Lage               | Objekt                    | Akten-Nr.     | Bild |
| ------------------ | ------------------------- | ------------- | ---- |
| Rügland (Standort) | Siedlung der Steinzeiten. | D-5-6629-0085 |      |

### Bodendenkmäler in der Gemarkung Schalkhausen
| Lage                    | Objekt                             | Akten-Nr.     | Bild |
| ----------------------- | ---------------------------------- | ------------- | ---- |
| Schalkhausen (Standort) | Freilandstation des Mesolithikums. | D-5-6628-0032 |      |